# Close My Eyes (película)
Close My Eyes es una película de 1991 escrita y dirigida por Stephen Poliakoff, y protagonizada por Alan Rickman, Clive Owen y Saskia Reeves como también con Lesley Sharp y Karl Johnson.

## Elenco
- Alan Rickman como Sinclair.
- Clive Owen como Richard.
- Saskia Reeves como Natalie.
- Karl Johnson como Colin.
- Lesley Sharp como Jessica.
- Kate Garside como Paula.
- Niall Buggy como Geof.